# Tomsängen
Tomsängen är ett naturreservat i Vingåkers kommun i Södermanlands län.
Området är naturskyddat sedan 2003 och är 28 hektar stort. Reservatet ligger vid Högsjöns strand och består av lövskog och hagmarker med grova ekar. 